# Superliga Elveției
Superliga Elvețiană, denumită oficial Raiffeisen Super League din motive de sponsorizare, este cea mai importantă competiție din sistemul fotbalistic elvețian.
Superliga se joacă în 36 de runde de la sfârșitul lunii iulie până în mai, cu o pauză de iarnă de la jumătatea lunii decembrie până în prima săptămână a lunii februarie. Fiecare echipă joacă de patru ori împotriva celorlalte, de două ori acasă și de două ori în deplasare, într-un sistem fiecare cu fiecare.
Întrucât la ligile de fotbal elvețiene participă și echipe din Liechtenstein, campioană e declarată cea mai bine clasată echipă elvețiană la finalul sezonului (în cazul în care o echipă din Liechtenstein încheie pe locul întâi, campioană e declarată echipa elvețiană de pe locul doi). În raport cu poziția în clasament, echipele cel mai bine clasate vor participa în competițiile UEFA — din nou, cu excepția echipelor din Liechtenstein, care se califică prin Cupa Liechtenstein. Ultima clasată va fi retrogradată în Challenge League și înlocuită cu campioana respectivă pentru sezonul următor. Clubul care termină pe locul 9 va concura împotriva echipei de pe locul doi din Challenge League într-un play-off pentru retrogradare în două jocuri, acasă și în deplasare, pentru un loc în sezonul următor.
Meciurile din Super League folosesc un arbitru asistent video (VAR).
Sezonul 2024-2025 este al 128-lea sezon al primei ligi elvețiene, aceasta fiind cea mai veche ligă națională care funcționează continuu.

## Cronologia numelui
| Nume             | Perioada          |
| ---------------- | ----------------- |
| Cupa Ruinart     | (1897/98)         |
| Seria A          | (1898/99–1929/30) |
| Liga 1           | (1930/31)         |
| Liga Națională   | (1931/32–1943/44) |
| Liga Națională A | (1944/45–2002/03) |
| Superliga        | (din 2003/04)     |

## Echipele în top 3
| Sezon | Campioană | Locul 2 | Locul 3 | Sezon | Campioană | Locul 2 | Locul 3 |

| 2002 | Basel                                                   | Grasshopper                                             | Lugano                                                  | 2003 | Grasshopper                            | Basel                                  | Xamax                                  |
| 2000 | St. Gallen                                              | Lausanne                                                | Basel                                                   | 2001 | Grasshopper                            | Lugano                                 | St. Gallen                             |
| 1998 | Grasshopper                                             | Servette                                                | Lausanne                                                | 1999 | Servette                               | Grasshopper                            | Lausanne                               |
| 1996 | Grasshopper                                             | Sion                                                    | Xamax                                                   | 1997 | Sion                                   | Xamax                                  | Grasshopper                            |
| 1994 | Servette                                                | Grasshopper                                             | Sion                                                    | 1995 | Grasshopper                            | Lugano                                 | Xamax                                  |
| 1992 | Sion                                                    | Xamax                                                   | Grasshopper                                             | 1993 | Aarau                                  | Young Boys                             | Servette                               |
| 1990 | Grasshopper                                             | Lausanne                                                | Xamax                                                   | 1991 | Grasshopper                            | Sion                                   | Xamax                                  |
| 1988 | Xamax                                                   | Servette                                                | Aarau                                                   | 1989 | Luzern                                 | Grasshopper                            | Sion                                   |
| 1986 | Young Boys                                              | Xamax                                                   | Luzern                                                  | 1987 | Xamax                                  | Grasshopper                            | Sion                                   |
| 1984 | Grasshopper                                             | Servette                                                | Sion                                                    | 1985 | Servette                               | Aarau                                  | Xamax                                  |
| 1982 | Grasshopper                                             | Servette                                                | Zürich                                                  | 1983 | Grasshopper                            | Servette                               | St. Gallen                             |
| 1980 | Basel                                                   | Grasshopper                                             | Servette                                                | 1981 | Zürich                                 | Grasshopper                            | Xamax                                  |
| 1978 | Grasshopper                                             | Servette                                                | Basel                                                   | 1979 | Servette                               | Zürich                                 | Grasshopper                            |
| 1976 | Zürich                                                  | Servette                                                | Basel                                                   | 1977 | Basel                                  | Servette                               | Zürich                                 |
| 1974 | Zürich                                                  | Grasshopper                                             | Servette                                                | 1975 | Zürich                                 | Young Boys                             | Grasshopper                            |
| 1972 | Basel                                                   | Zürich                                                  | Grasshopper                                             | 1973 | Basel                                  | Grasshopper                            | Sion                                   |
| 1970 | Basel                                                   | Lausanne                                                | Zürich                                                  | 1971 | Grasshopper                            | Basel                                  | Lugano                                 |
| 1968 | Zürich                                                  | Grasshopper                                             | Lugano                                                  | 1969 | Basel                                  | Lausanne                               | Zürich                                 |
| 1966 | Zürich                                                  | Servette                                                | Lausanne                                                | 1967 | Basel                                  | Zürich                                 | Lugano                                 |
| 1964 | Chaux-de-Fonds                                          | Zürich                                                  | Grenchen                                                | 1965 | Lausanne                               | Young Boys                             | Servette                               |
| 1962 | Servette                                                | Lausanne                                                | Chaux-de-Fonds                                          | 1963 | Zürich                                 | Lausanne                               | Chaux-de-Fonds                         |
| 1960 | Young Boys                                              | Biel-Bienne                                             | Chaux-de-Fonds                                          | 1961 | Servette                               | Young Boys                             | Zürich                                 |
| 1958 | Young Boys                                              | Grasshopper                                             | Chiasso                                                 | 1959 | Young Boys                             | Grenchen                               | Zürich                                 |
| 1956 | Grasshopper                                             | Chaux-de-Fonds                                          | Young Boys                                              | 1957 | Young Boys                             | Grasshopper                            | Chaux-de-Fonds                         |
| 1954 | Chaux-de-Fonds                                          | Grasshopper                                             | Lausanne                                                | 1955 | Chaux-de-Fonds                         | Lausanne                               | Grasshopper                            |
| 1952 | Grasshopper                                             | Zürich                                                  | Chiasso                                                 | 1953 | Basel                                  | Young Boys                             | Grasshopper                            |
| 1950 | Servette                                                | Basel                                                   | Lausanne                                                | 1951 | Lausanne                               | Chiasso                                | Chaux-de-Fonds                         |
| 1948 | Bellinzona                                              | Biel-Bienne                                             | Lausanne                                                | 1949 | Lugano                                 | Basel                                  | Chaux-de-Fonds                         |
| 1946 | Servette                                                | Lugano                                                  | Lausanne                                                | 1947 | Biel-Bienne                            | Lausanne                               | Lugano                                 |
| 1944 | Lausanne                                                | Servette                                                | Lugano                                                  | 1945 | Grasshopper                            | Lugano                                 | Young Boys                             |
| 1942 | Grasshopper                                             | Grenchen                                                | Servette                                                | 1943 | Grasshopper                            | Lugano                                 | Lausanne                               |
| 1940 | Servette                                                | Grenchen                                                | Grasshopper                                             | 1941 | Lugano                                 | Young Boys                             | Servette                               |
| 1938 | Lugano                                                  | Grasshopper                                             | Young Boys                                              | 1939 | Grasshopper                            | Grenchen                               | Lugano                                 |
| 1936 | Lausanne                                                | Fellows                                                 | Grasshopper                                             | 1937 | Grasshopper                            | Young Boys                             | Fellows                                |
| 1934 | Servette                                                | Grasshopper                                             | Lugano                                                  | 1935 | Lausanne                               | Servette                               | Lugano                                 |
| 1932 | Lausanne                                                | Zürich                                                  | Grasshopper                                             | 1933 | Servette                               | Grasshopper                            | Young Boys                             |
| 1930 | Servette                                                | Grasshopper                                             | Biel-Bienne                                             | 1931 | Grasshopper                            | Urania-Sport                           | Chaux-de-Fonds                         |
| 1928 | Grasshopper                                             | Nordstern                                               | Étoile Carouge⁠(d)                                       | 1929 | Young Boys                             | Grasshopper                            | Urania-Sport                           |
| 1926 | Servette                                                | Grasshopper                                             | Young Boys                                              | 1927 | Grasshopper                            | Nordstern                              | Biel-Bienne                            |
| 1924 | Zürich                                                  | Nordstern                                               | Servette                                                | 1925 | Servette                               | Bern                                   | Fellows                                |
| 1922 | Servette                                                | Luzern                                                  | Blue Stars                                              | 1923 | Titlul de campionat nu a fost acordat. | Titlul de campionat nu a fost acordat. | Titlul de campionat nu a fost acordat. |
| 1920 | Young Boys                                              | Servette                                                | Grasshopper                                             | 1921 | Grasshopper                            | Young Boys                             | Servette                               |
| 1918 | Servette                                                | Young Boys                                              | St. Gallen                                              | 1919 | Étoile-Sporting                        | Servette                               | Winterthur                             |
| 1916 | Xamax                                                   | Winterthur                                              | Old Boys                                                | 1917 | Winterthur                             | Chaux-de-Fonds                         | Young Boys                             |
| 1914 | Aarau                                                   | Young Boys                                              | Xamax                                                   | 1915 | Brühl                                  | Servette                               | Fără loc 3                             |
| 1912 | Aarau                                                   | Étoile-Sporting                                         | Servette                                                | 1913 | Lausanne                               | Old Boys                               | Aarau                                  |
| 1910 | Young Boys                                              | Servette                                                | Aarau                                                   | 1911 | Young Boys                             | Zürich                                 | Servette                               |
| 1908 | Winterthur                                              | Young Boys                                              | Fără loc 3                                              | 1909 | Young Boys                             | Winterthur                             | Fără loc 3                             |
| 1906 | Winterthur                                              | Servette                                                | Young Boys                                              | 1907 | Servette                               | Fellows                                | Basel                                  |
| 1904 | St. Gallen                                              | Old Boys                                                | Servette                                                | 1905 | Grasshopper                            | Chaux-de-Fonds                         | Young Boys                             |
| 1902 | Zürich                                                  | Young Boys                                              | Bern                                                    | 1903 | Young Boys                             | Zürich                                 | Xamax                                  |
| 1900 | Grasshopper                                             | Bern                                                    | Fără loc 3                                              | 1901 | Grasshopper                            | Bern                                   | Fără loc 3                             |
| 1898 | Grasshopper a câștigat campionatul, dar este neoficial. | Grasshopper a câștigat campionatul, dar este neoficial. | Grasshopper a câștigat campionatul, dar este neoficial. | 1899 | Anglo-American                         | Old Boys                               | Lausanne Cricket                       |

| Sezon | Campioană | Locul 2 | Locul 3 | Sezon | Campioană | Locul 2 | Locul 3 |

| 2024 | Young Boys | Lugano      | Servette    | 2025 |            |             |             |
| 2022 | Zürich     | Basel       | Young Boys  | 2023 | Young Boys | Servette    | Lugano      |
| 2020 | Young Boys | St. Gallen  | Basel       | 2021 | Young Boys | Basel       | Servette    |
| 2018 | Young Boys | Basel       | Luzern      | 2019 | Young Boys | Basel       | Lugano      |
| 2016 | Basel      | Young Boys  | Luzern      | 2017 | Basel      | Young Boys  | Lugano      |
| 2014 | Basel      | Grasshopper | Young Boys  | 2015 | Basel      | Young Boys  | Zürich      |
| 2012 | Basel      | Luzern      | Young Boys  | 2013 | Basel      | Grasshopper | St. Gallen  |
| 2010 | Basel      | Young Boys  | Grasshopper | 2011 | Basel      | Zürich      | Young Boys  |
| 2008 | Basel      | Young Boys  | Zürich      | 2009 | Zürich     | Young Boys  | Basel       |
| 2006 | Zürich     | Basel       | Young Boys  | 2007 | Zürich     | Basel       | Sion        |
| 2004 | Basel      | Young Boys  | Servette    | 2005 | Basel      | Thun        | Grasshopper |

## Podium
| Club Sportiv   | 1  | Ultima oară | 2  | Ultima oară | 3  | Ultima oară |
| Grasshopper    | 27 | 2003        | 23 | 2014        | 13 | 2010        |
| Basel          | 20 | 2017        | 10 | 2022        | 6  | 2020        |
| Servette       | 17 | 1999        | 17 | 2023        | 14 | 2024        |
| Young Boys     | 17 | 2024        | 19 | 2017        | 13 | 2022        |
| Zürich         | 13 | 2022        | 9  | 2011        | 8  | 2015        |
| Lausanne       | 7  | 1965        | 8  | 2000        | 8  | 1999        |
| Lugano         | 3  | 1949        | 6  | 2024        | 12 | 2023        |
| Chaux-de-Fonds | 3  | 1964        | 3  | 1956        | 7  | 1963        |
| Winterthur     | 3  | 1917        | 2  | 1916        | 1  | 1919        |
| Aarau          | 3  | 1993        | 1  | 1988        | 1  | 1985        |
| Sion           | 2  | 1997        | 2  | 1996        | 6  | 2007        |
| St. Gallen     | 2  | 2000        | 1  | 2020        | 4  | 2013        |
| Luzern         | 1  | 1989        | 2  | 2012        | 3  | 2018        |
| Thun           | -  |             | 1  | 2005        | -  |             |
| -------------- | -- | ----------- | -- | ----------- | -- | ----------- |

## Performanță pe orașe
| Orașul            | Titluri | Cluburi                          |
| ----------------- | ------- | -------------------------------- |
| Zürich            | 40      | Grasshopper Z. (27), FC Z. (13), |
| Basel             | 20      | FC B. (20),                      |
| Geneva            | 17      | Servette FC (17),                |
| Berna             | 17      | Young Boys (17),                 |
| Lausanne          | 7       | FC L.-Sport (7),                 |
| Lugano            | 3       | FC L. (3),                       |
| La Chaux-de-Fonds | 3       | FC L.C.-de-F. (3),               |
| Winterthur        | 3       | FC W. (3),                       |
| Aarau             | 3       | FC A. (3),                       |
| Sion              | 2       | FC S. (2),                       |
| St. Gallen        | 2       | FC St. G. (2),                   |
| Lucerna           | 1       | FC L. (1),                       |

## Performanțe în cupele europene

### Cele mai mari realizări
| Club Sportiv | Cupa Campionilor Europeni / Liga Campionilor | Cupa Campionilor Europeni / Liga Campionilor | Cupa Campionilor Europeni / Liga Campionilor | Cupa Orașelor Târguri / Cupa UEFA / Europa League | Cupa Orașelor Târguri / Cupa UEFA / Europa League | Cupa Orașelor Târguri / Cupa UEFA / Europa League | Cupa Cupelor UEFA | Cupa UEFA Intertoto | Cupa UEFA Intertoto |
| Semifinala   | Sferturi                                     | Optimi                                       | Semifinala                                   | Sferturi                                          | Optimi                                            | Sferturi                                          | Campioni          | Finala              |                     |
| ------------ | -------------------------------------------- | -------------------------------------------- | -------------------------------------------- | ------------------------------------------------- | ------------------------------------------------- | ------------------------------------------------- | ----------------- | ------------------- | ------------------- |
| Zürich       | 1964, 1977                                   | -                                            | -                                            | -                                                 | 1968                                              | 1999                                              | 1974              |                     |                     |
| Young Boys   | 1959                                         | -                                            | -                                            | -                                                 | -                                                 | -                                                 | 1988              |                     |                     |
| Grasshopper  | -                                            | 1957, 1979                                   | -                                            | 1978                                              | 1981                                              | 1999                                              | 1990              | 2006, 2008          | -                   |
| Basel        | -                                            | 1974                                         | 2012, 2015, 2018                             | 2013                                              | 2006, 2014, 2020                                  | 2016                                              | -                 | -                   | 2001                |
| Lausanne     | -                                            | -                                            | -                                            | 1958                                              | -                                                 | -                                                 | 1965              |                     |                     |
| Xamax        | -                                            | -                                            | -                                            | -                                                 | 1982, 1986                                        | -                                                 | -                 |                     |                     |
| Servette     | -                                            | -                                            | -                                            | -                                                 | -                                                 | 2002                                              | 1967, 1979        |                     |                     |
| Luzern       | -                                            | -                                            | -                                            | -                                                 | -                                                 | -                                                 | 1961              |                     |                     |
| Sion         | -                                            | -                                            | -                                            | -                                                 | -                                                 | -                                                 | 1987              |                     |                     |